# 御正体山
御正体山（みしょうたいやま、みしょうたいさん）は、山梨県都留市と南都留郡道志村の境にある山。標高は1,681mで、道志山塊の最高峰である。日本二百名山、山梨百名山の一つに数えられている。

## 概要
古くは養蚕の神の山として敬われた。江戸時代後期の文化10年（1813年）に美濃の僧妙心が入山し、人々の信仰を集めた。文化14年（1817年）、妙心は山中で入定する。妙心のおひしゃり（ミイラ）は山内の上人堂に祀られていたが、明治の廃仏毀釈によって山からおろされてしまった。京都の博覧会などに展示されるなどした後、故郷である岐阜県揖斐川町の横蔵寺に祀られている。
山頂には御正体権現が祀られ、都留市小野に里宮である若宮神社がある。「正体」という言葉は本来、「日本のカミガミは仮の姿であり、その正体はインドの仏である」と主張する本地垂迹説に由来する仏教用語であり、他方「権現」は、同じく仏教用語で、インドの仏が仮の姿で、つまり日本のカミとして現れたものを意味する。従って、「正体」と「権現」は相互に相容れない概念であると考えられ、山頂に祀られた「御正体権現」に仏教もしくは神道の教理上いかなる位置づけが与えられているのかは明らかでない。
山頂付近は原生林が広がり展望は良くない。コース中からは富士山が間近に望めるポイントがあり見どころ。都留市二十一秀峰に選定されている。

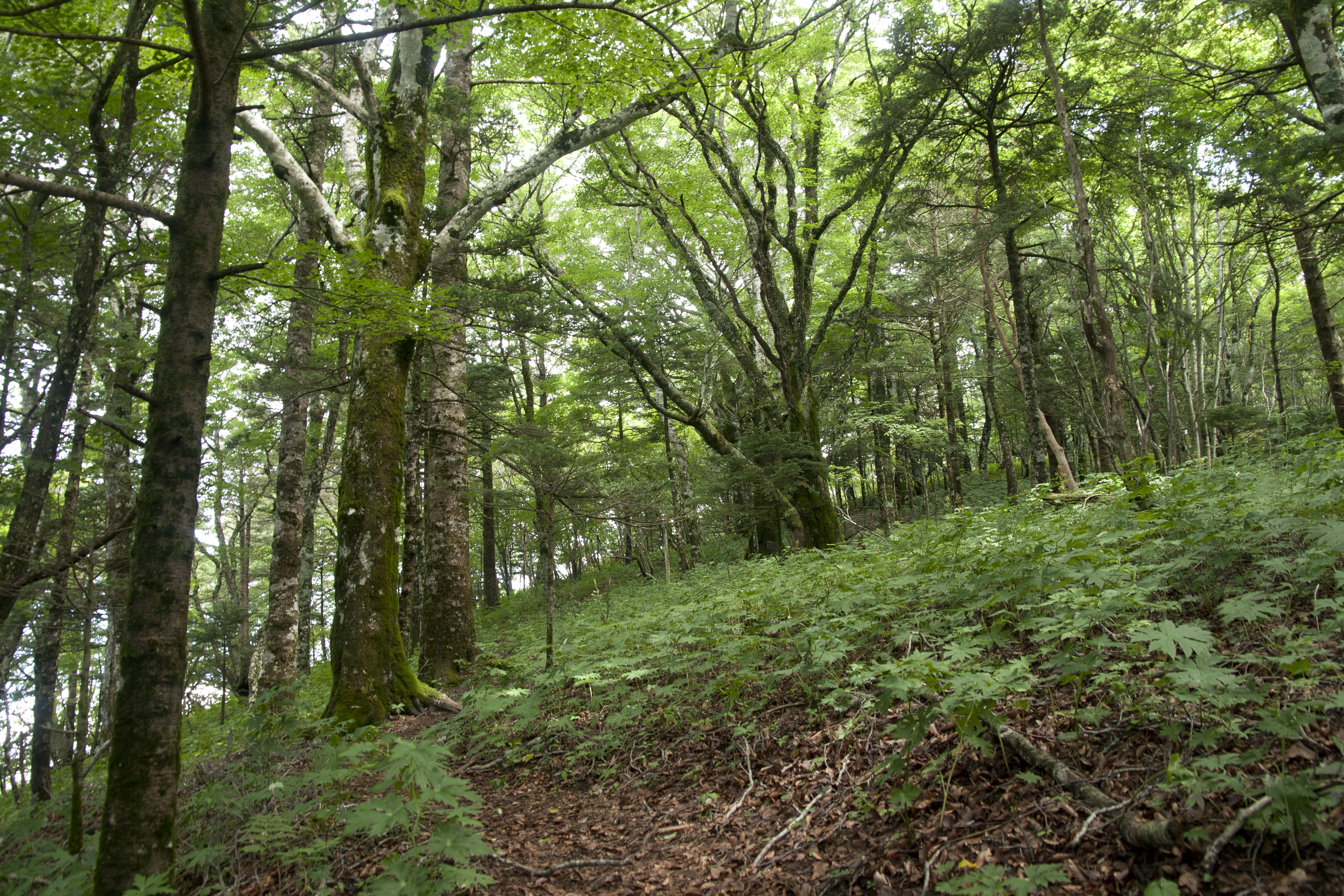
御正体山中腹の原生林
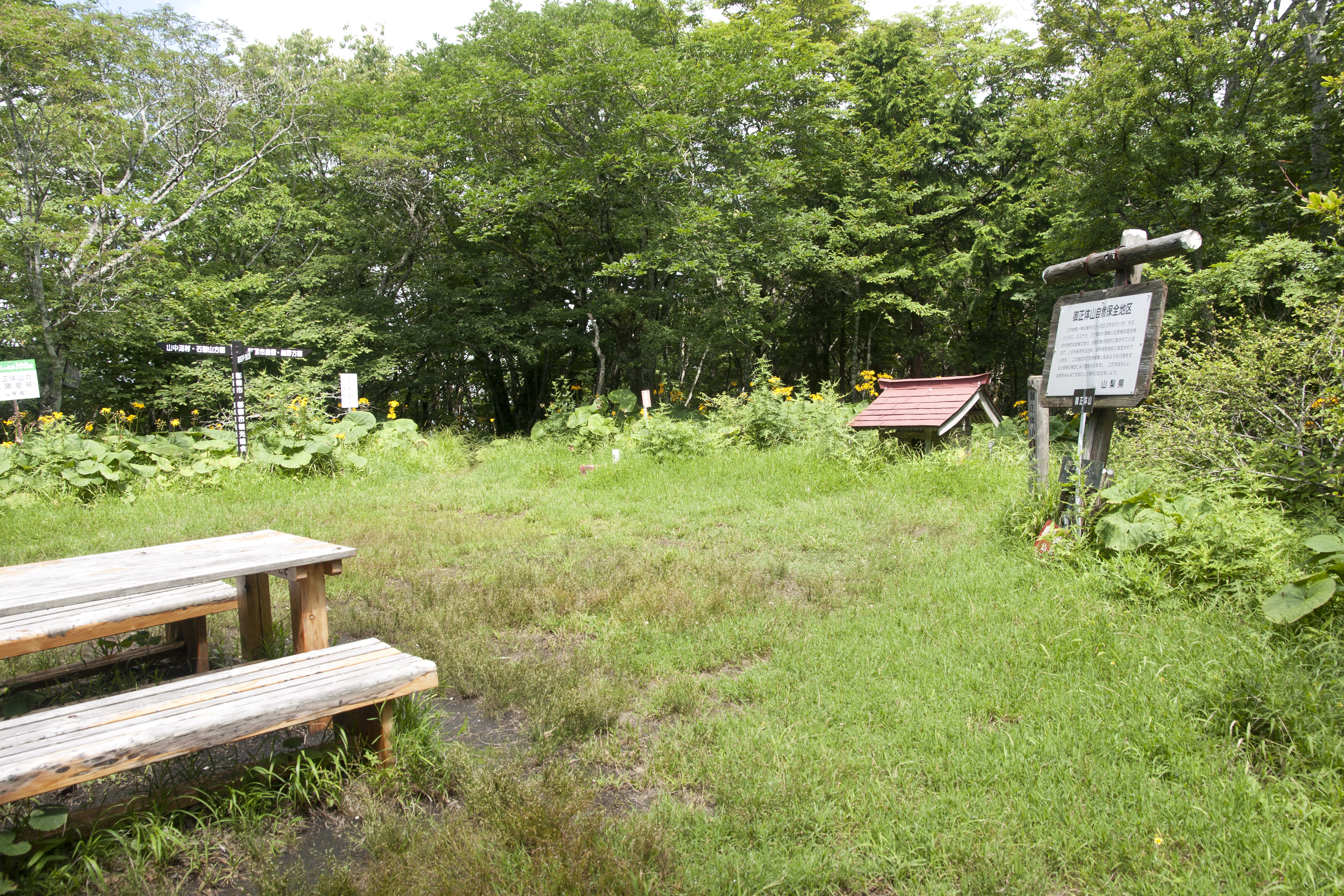
御正体山の山頂部
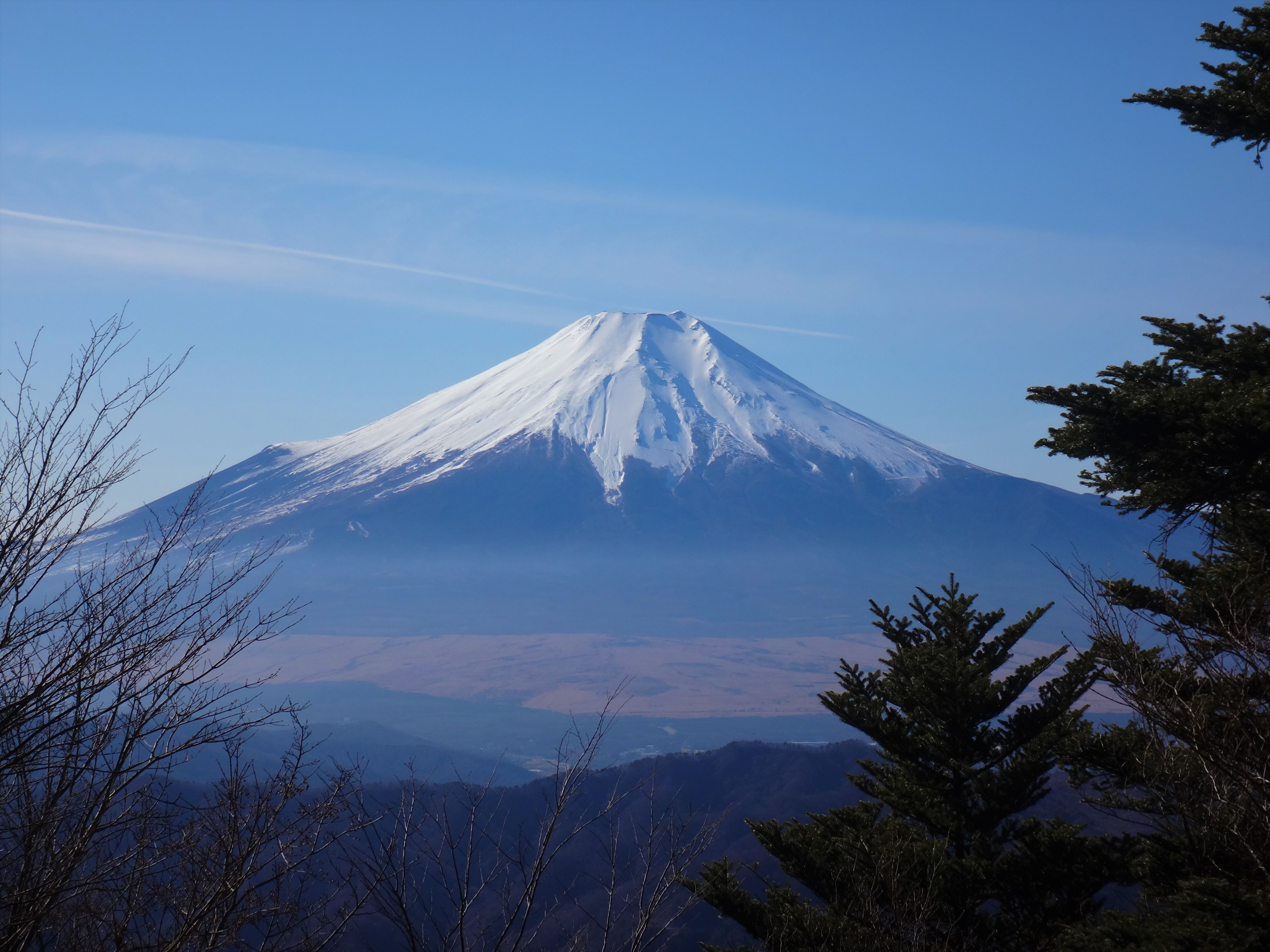
峰宮跡分岐から富士山の展望
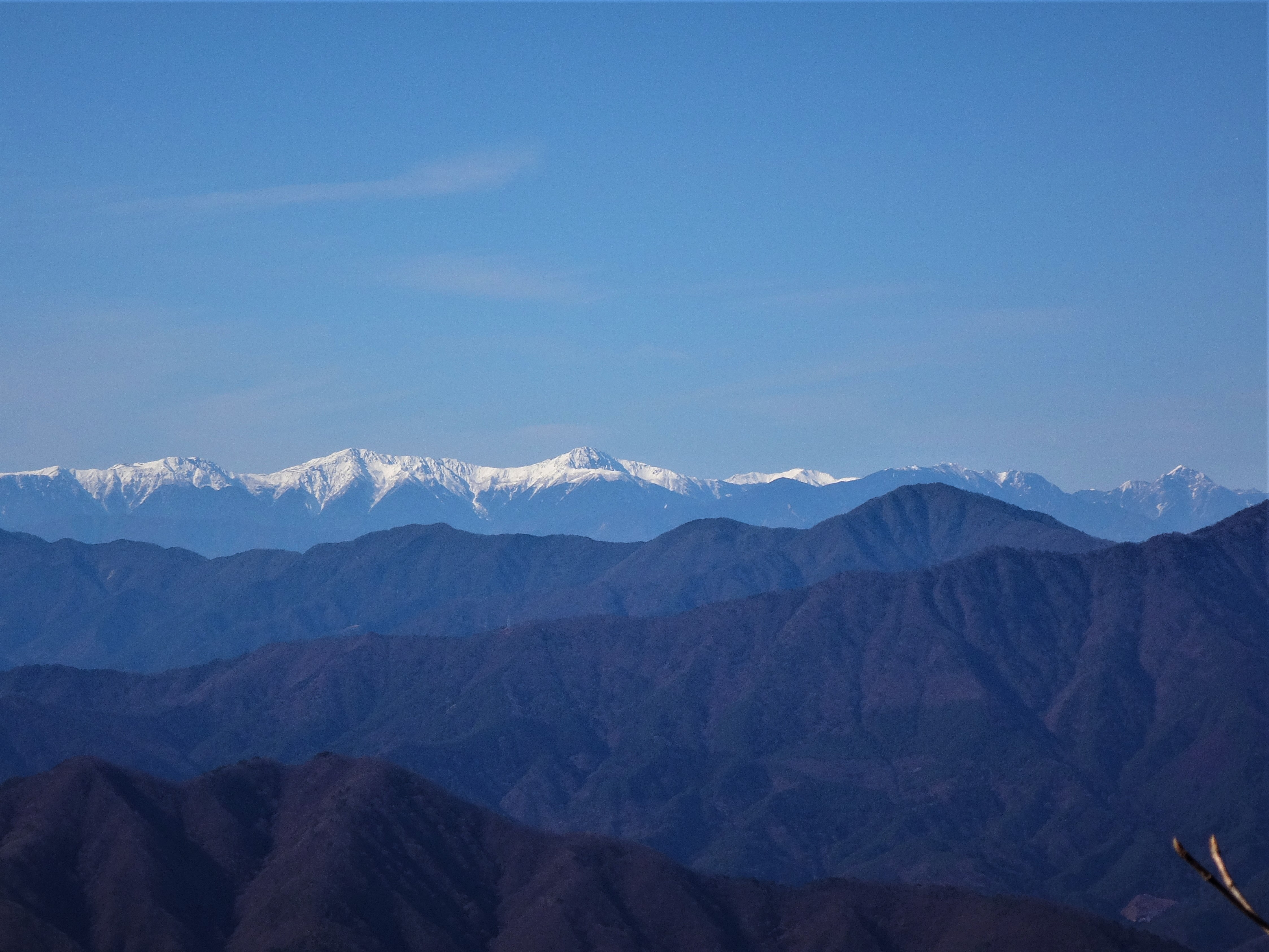
峰宮跡分岐から白峰三山から甲斐駒ヶ岳
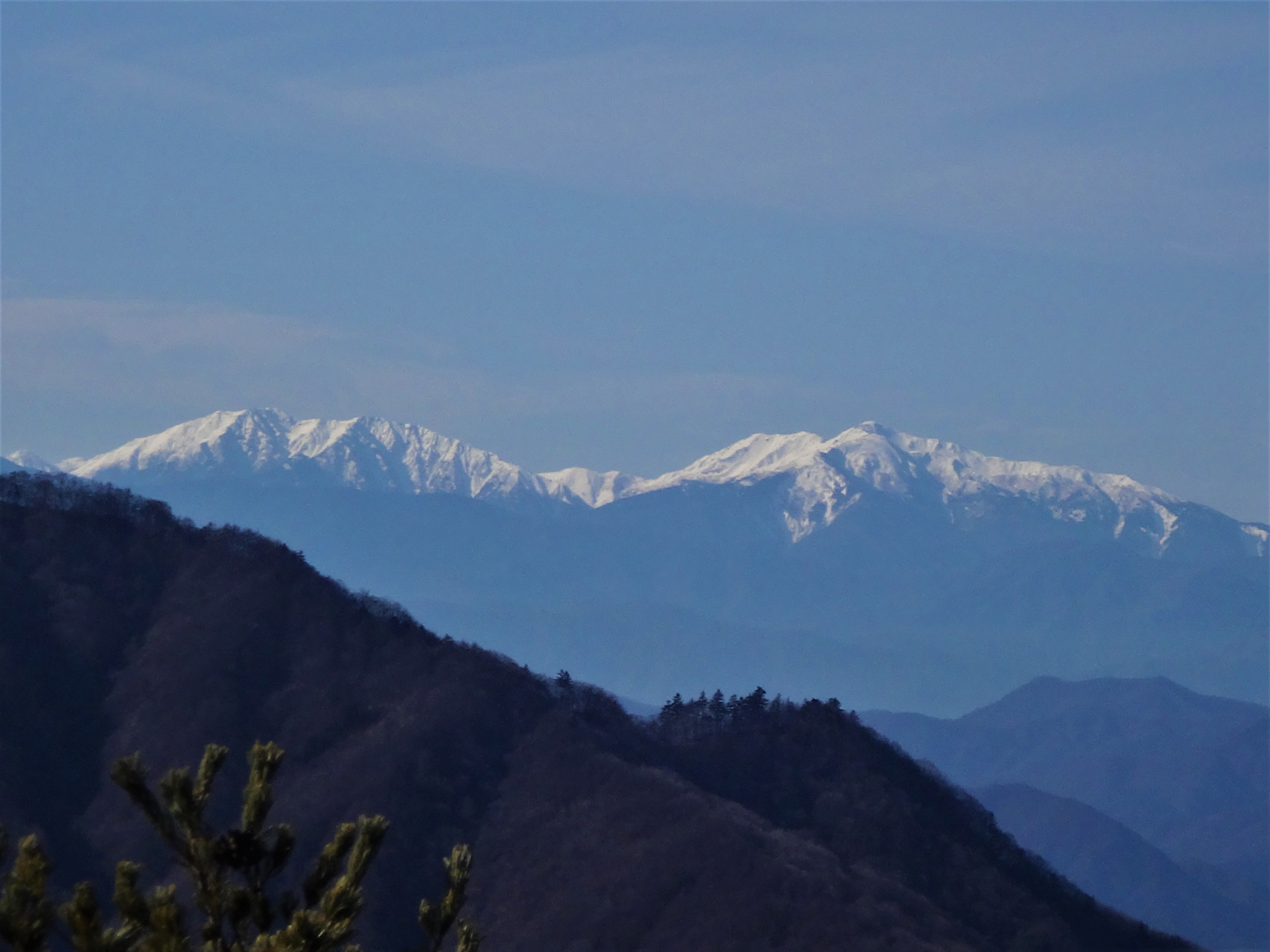
峰宮跡分岐から赤石岳と荒川三山
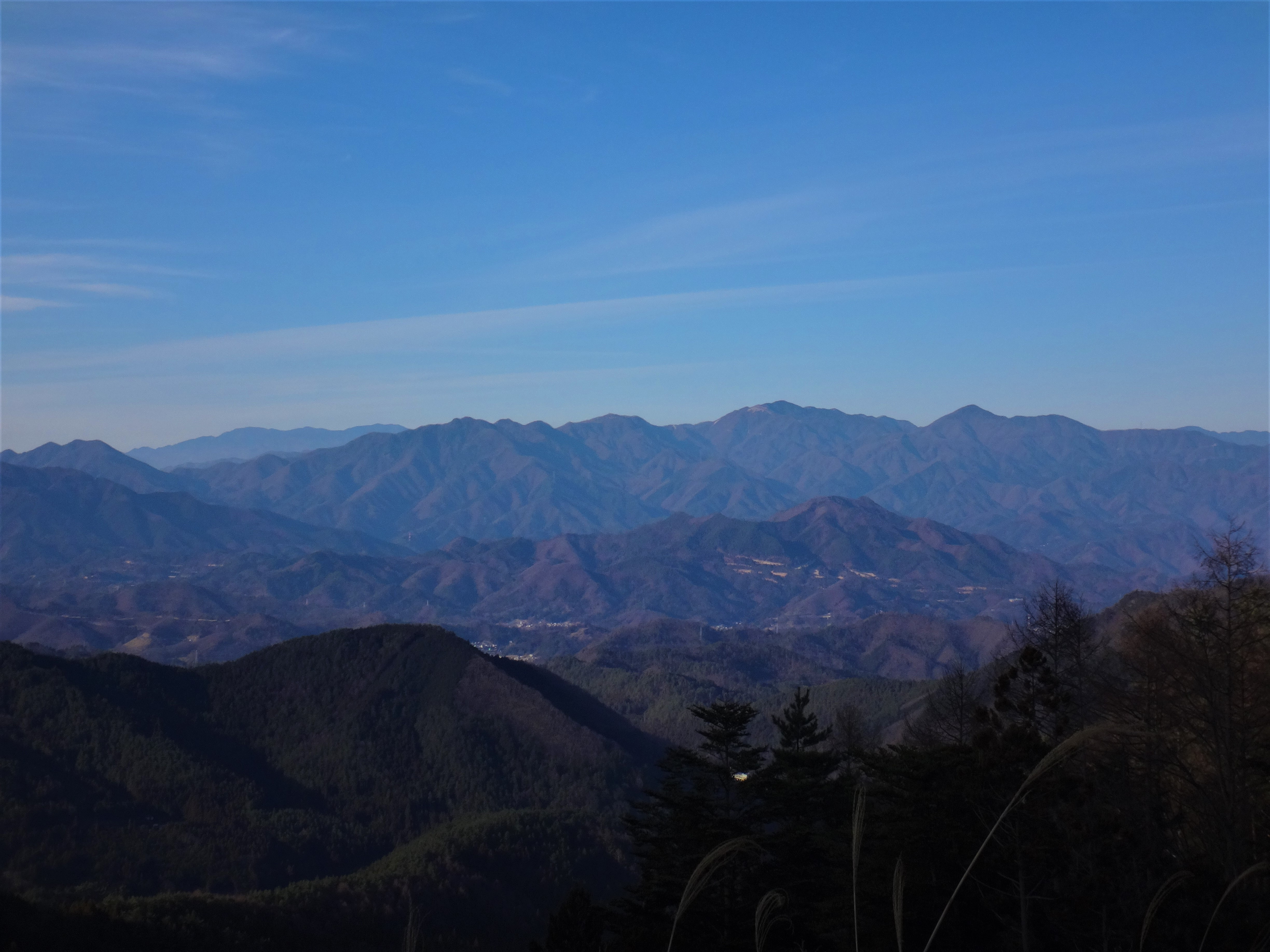
北面の登山道から金峰山や雁ヶ腹摺山
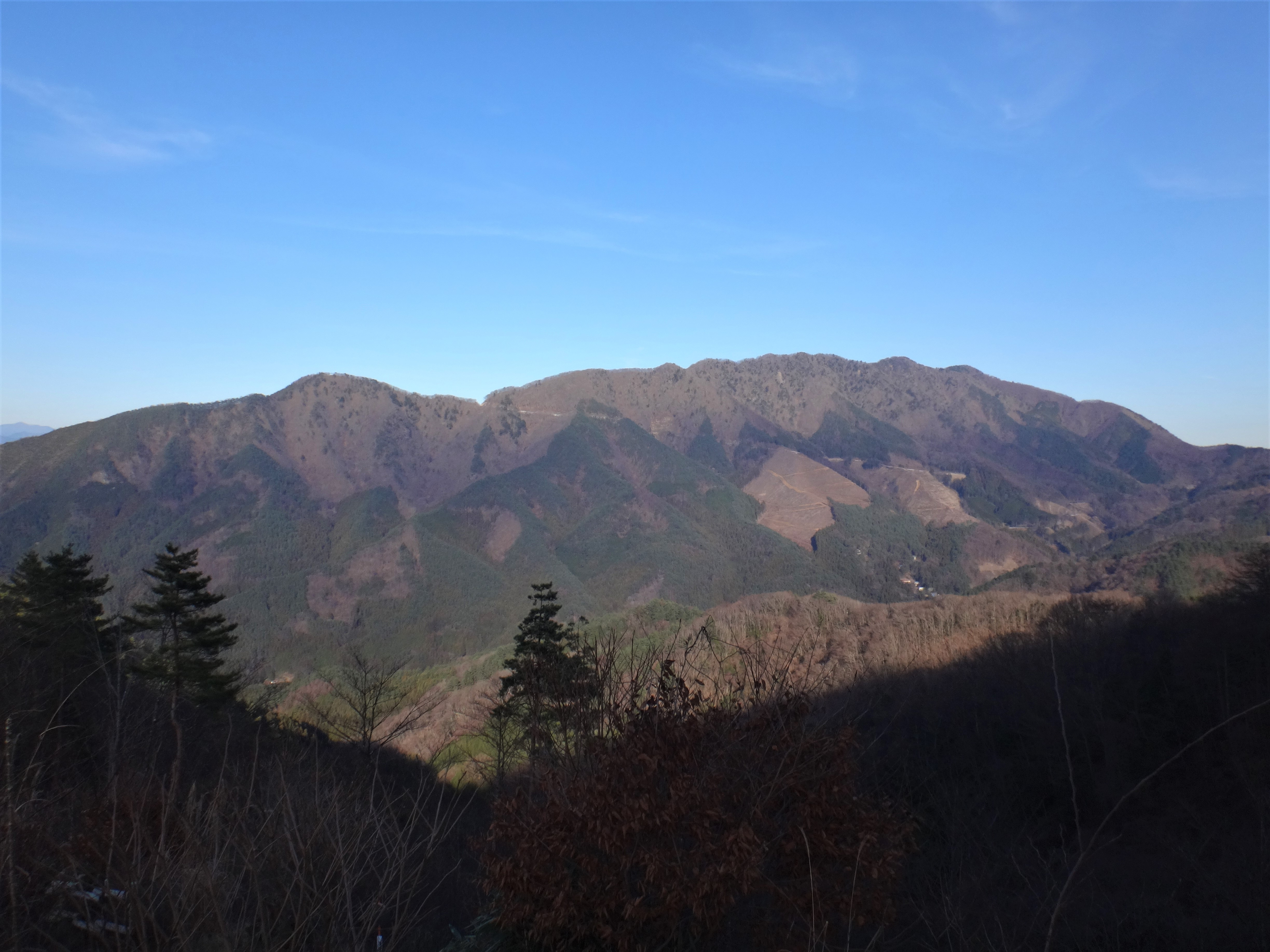
北面の登山道から二十六夜山
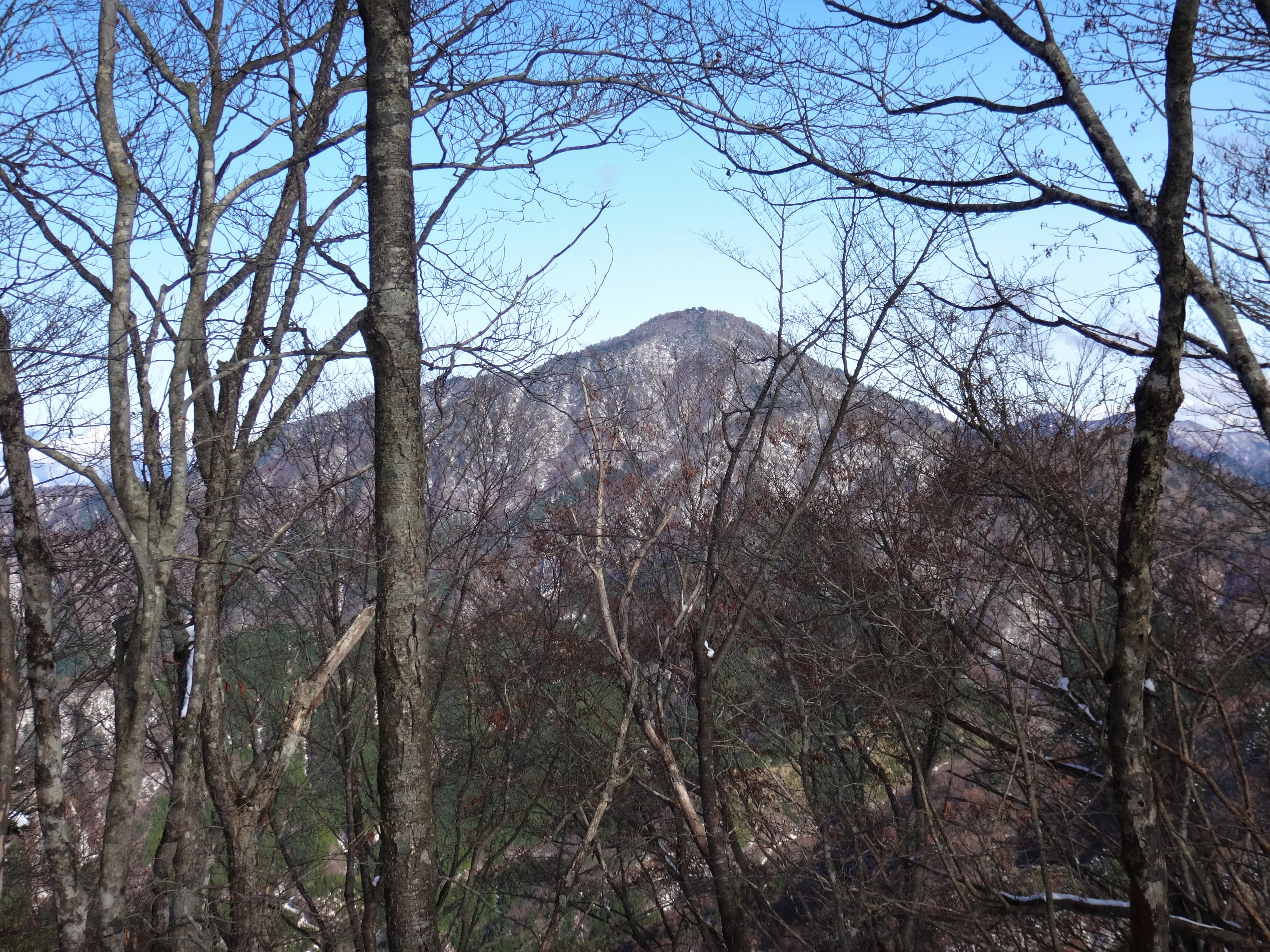
石割山（日向峰）から見た御正体山

## 主な登山ルート
- 道志村方面（国道413号）から
  - 山伏峠～山伏峠バス停御正体山
  - 白井平（御正橋バス停）～御正体山
    - どちらも富士急行線富士山駅、中央高速バス山中湖旭日丘バス停より富士急バス利用。

- 都留市方面（山梨県道24号）から
  - 道坂トンネル～岩下ノ丸～御正体山
  - 富士急行線都留市駅から富士急バス利用。御正体入口バス停～御正体山
- 都留市方面（国道139号）から[4]
  - 山梨県道713号から林道鹿留線（冬季閉鎖）を経由し、池の平口～御正体山
  - 富士急行線東桂駅から池の平口まで約8km。

何れのルートも最寄り駅から登山口までの距離があり、バスの本数も限られる。

## 近隣の山
- 今倉山
- 二十六夜山（道志二十六夜山）
- 石割山
- 杓子山